# Petru Zaharia
Petru Zaharia (23 de mayo de 1991) es un deportista italiano de origen rumano que compitió en remo.
Ganó una medalla de oro en el Campeonato Mundial de Remo de 2013 y una medalla de oro en el Campeonato Europeo de Remo de 2012.

## Palmarés internacional
| Campeonato Mundial | Campeonato Mundial      | Campeonato Mundial | Campeonato Mundial        |
| Año                | Lugar                   | Medalla            | Prueba                    |
| ------------------ | ----------------------- | ------------------ | ------------------------- |
| 2013               | Chungju (Corea del Sur) | Medalla de oro     | Ocho con timonel ligero   |
| Campeonato Europeo |                         |                    |                           |
| Año                | Lugar                   | Medalla            | Prueba                    |
| 2012               | Varese (Italia)         | Medalla de oro     | Cuatro sin timonel ligero |